# ثيودور فروليش
ثيودور فروليش (بالنرويجية البوكمول: Theodor Frølich)‏ هو طبيب وبروفيسور نرويجي، ولد في 29 سبتمبر 1870 في أوسلو في النرويج، وتوفي بنفس المكان في 14 أغسطس 1947.